# Kebele
Un kebele, o asociación de vecinos, es la unidad administrativa más pequeña de Etiopía similar a una comarca o un grupo localizado y delimitado de personas, es equivalente a una municipalidad. Es parte de un woreda, o distrito, el cual a su vez es parte de una Zona, las cuales se agrupan en las Kililoch, o regiones etnolingüística que conforman la República Democrática Federal de Etiopía.

## Enlaces relacionados
- Organización territorial de Etiopía
- Woreda

- Datos: Q1374845